# Muraenesocidae
Muraenesocidae é uma família de peixes actinopterígeos pertencentes à ordem Anguilliformes, subordem Congroidei.